# Keeanga-Yamahtta Taylor
Keeanga-Yamahtta Taylor est une militante antiraciste, féministe et anticapitaliste. Elle enseigne au Département d’études afro-américaines de l’Université de Princeton et écrit principalement sur les mouvements sociaux et les inégalités raciales aux États-Unis. Black Lives Matter, son premier livre, a été très remarqué, et tous ses livres ont reçu de nombreux prix. 

## Formation
Travaillant comme activiste pour les droits des locataires, Taylor prend des cours de nuit à l'Université du Nord-Est de l'Illinois (en), à Chicago. Elle déménage ensuite à New York City avant de retourner à Chicago pour terminer son baccalauréat universitaire en 2007. Elle obtient une maîtrise en 2011, puis un doctorat, tous deux en études afro-américaines à l'Université Northwestern,. Sa thèse s'intitule « Race for Profit: Black Housing and the Urban Crisis in the 1970s » (« La course au profit : le logement des Noirs et la crise urbaine dans les années soixante-dix »). Taylor y examine la promotion par le gouvernement fédéral de la propriété unifamiliale dans les communautés afro-américaines à faible revenu à la suite de la rébellion urbaine dans les années 1960. Elle montre dans sa thèse comment le gouvernement fédéral s'est associé aux secteurs du logement et des banques pour créer ces programmes d'accession à la propriété et analyse l'influence du capital privé sur les politiques fédérales en matière de logement. 

## Carrière universitaire
De 2013 à 2014, Taylor travaille à l'Université de l'Illinois à Urbana-Champaign au Département des études afro-américaines, où elle bénéficie d'une bourse postdoctorale. À partir de 2014, elle est professeur adjoint à l'Université de Princeton au Département des études afro-américaines ; à partir de 2018, elle y occupe la chaire Charles H. McIlwain. Dans la lignée de sa thèse, elle donne des cours et des conférences sur les politiques de logement aux États-Unis : elle en examine les effets sur le sous-développement de la capacité de logement des villes, et leurs conséquences particulières sur la communauté noire. Elle s’intéresse également aux politiques publiques et étudie comment ces dernières sont débattues, adoptées et mises en œuvre à travers le prisme de la discrimination raciale aux États-Unis. En 2020, Taylor reçoit le Liberty Legacy Foundation Award pour son dernier ouvrage en partie tiré de sa thèse, Race for Profit: How Banks and the Real Estate Industry Undermined Black Home Ownership. Le Liberty Legacy Foundation Award est un prix annuel décerné par l'Organization of American Historians (OAH), qui récompense le meilleur livre écrit par un historien sur les combats pour les droits civiques aux États-Unis, de 1776 à nos jours. En 2018, elle est nommée conférencière émérite pour l'OAH. 

## Des travaux universitaires militants et engagés

### Black Lives Matter(2016)
Son premier livre, From #BlackLivesMatter to Black Liberation, publié en 2016 et traduit en français en 2017 aux éditions Agone, analyse la naissance du mouvement social et militant afro-américain Black Lives Matter en posant une question cruciale : pourquoi cette mobilisation afro-américaine contre les violences policières envers les Noirs est-elle née précisément pendant la présidence du premier président noir, Barack Obama, lequel semblait pourtant incarner une Amérique « post-raciale », c’est-à-dire « indifférente à la race »  ? Taylor revient sur ce qu’elle appelle « l’économie politique du racisme » qui s’incarne dans les violences policières envers les Noirs, lesquelles existent depuis l’abolition de l’esclavage, les mouvements sociaux des années 1960, et l’essor d’une nouvelle élite noire « prompte à relayer les préjugés racistes et anti-pauvres ». Elle insiste sur le fait que Black Lives Matter est un mouvement d'opinion et de mobilisation qui ne peut pas être une fin en soi, mais un point de départ vers un véritable mouvement de libération des Noirs. Le livre obtient un très grand succès[réf. nécessaire] et remporte en 2016 le Lannan Cultural Freedom Award (Prix Lannan de la liberté culturelle), qui récompense chaque année des œuvres de non-fiction particulièrement pertinentes vis-à-vis du contexte historique contemporain. Le prix récompense les écrivains dont le travail est d'une qualité universitaire ou journalistique particulière, et a également pour but de fournir des outils idéologiques pour comprendre et soutenir les luttes pour la liberté culturelle et la justice sociale, économique et raciale. La même année, elle est nommée parmi les cent Afro-Américains les plus influents des États-Unis par The Root (en), un magazine en ligne afro-américain.

### Black Feminism and the Combahee River Collective(2017)
En 2017, Taylor édite How We Get Free: Black Feminism and the Combahee River Collective. Ce livre est composé d'écrits des fondatrices du Combahee River Collective, une organisation féministe lesbienne radicale des années 1960 et 70, qui rassemblait principalement des militantes féministes noires. La Déclaration du Combahee River Collective manifeste la volonté de lutter contre les différentes formes d'oppression : raciale, sexuelle, hétérosexuelle, et de classe. Anti-impérialiste, anticapitaliste et anti-patriarcale, cette organisation a fortement influencé ce qu’on appelle aujourd’hui le Black feminism : l’ouvrage édité par Taylor se propose d’examiner le retentissement du Combahee River Collective sur le féminisme noir aujourd’hui. Taylor signe l’introduction, dans laquelle elle examine l’héritage du Combahee River Collective dans le contexte des élections présidentielles de 2016. En 2018, elle remporte avec ce livre le Prix Lambda Literary pour une non-fiction LGBTQ, qui récompense chaque année les œuvres en rapport avec le monde LGBT.

## Engagements politiques et activisme

### Opposition à Donald Trump

#### Participation à l'organisation de l'anti-investiture de Donald Trump
Le jour de l'investiture de Donald Trump en tant que 45e président des États-Unis, le 20 janvier 2017, Taylor participe à une anti-investiture organisée au Lincoln Theatre de Washington DC par le magazine de gauche Jacobin, la maison d’édition socialiste et indépendante à but non-lucratif Haymarket Books (en), et Verso Books, une maison d’édition de gauche issue de la New Left Review. Plus de mille personnes y ont participé pour protester contre l’élection de Donald Trump et discuter de la manière dont la résistance envers le président républicain devait être structurée et organisée. Les discours de cet événement ont été édités chez Haymarket Books par Anand Gopal (en), Keeanga-Yamahtta Taylor, Naomi Klein, Jeremy Scahill et Owen Jones.

#### Harcèlement
Le 20 mai 2017, alors que Taylor prononce un discours de remise des diplômes au Hampshire College (en) dans le Massachusetts, elle qualifie le président Donald Trump de « raciste, sexiste et mégalomane », appelant tout le monde à lutter contre les politiques qui oppressent les minorités. Fox News diffuse alors un extrait de son discours, à la suite de quoi elle subit une campagne de cyberharcèlement, recevant de nombreux courriels intimidants, y compris des menaces de mort ; en conséquence, elle annule des conférences qu’elle devait donner à Seattle et à San Diego : « C’est avec grand regret que j’ai décidé d’annuler cette semaine mes conférences publiques prévues à la mairie de Seattle et à l’Université de Californie à San Diego. J'annule mes apparitions par crainte pour ma sécurité et celle de ma famille. Depuis vendredi dernier, j'ai reçu plus de cinquante courriels haineux et menaçants. Certains de ces courriels contenaient des menaces de violence spécifiques, y compris le meurtre ». Elle accuse Fox News d’avoir incité à la haine à cause de ses opinions politiques : « Je ne suis pas une personne digne d'intérêt. Fox n'a pas diffusé cette histoire parce qu'il s'agissait de « nouvelles », mais pour encourager son audience la plus extrême à se déchaîner comme un seul homme, anticipant qu'elle répondrait par un déluge d'e-mails remplis de haine — ou pire. [...] L'annulation de mes discours est une concession à l'intimidation violente qui a été, à mon avis, provoquée par Fox News. » Quelques mois plus tard, elle inaugure la Socialism Conference de 2017 à Chicago en faisant le discours qu’elle aurait dû donner lors de sa conférence publique annulée à Seattle.

### Une militante de gauche
Jusqu’à sa dissolution en 2019, Taylor est l’un des membres dirigeants du groupe trotskyste International Socialist Organization (en) ; elle se revendique anticapitaliste. Elle écrit régulièrement dans le magazine américain de gauche Jacobin, qui se définit comme « une voix dominante de la gauche américaine, offrant des perspectives socialistes sur la politique, l'économie et la culture ». Pour les élections présidentielles de 2020, Taylor soutient le candidat socialiste Bernie Sanders, qu’elle estime être « une menace existentielle face à l’establishment politique » ; cela lui est reproché par certains militants d’extrême-gauche, qui estiment qu’en agissant ainsi elle se résigne à n’imaginer construire le socialisme qu’à travers le Parti démocrate : « Un certain nombre d'anciens dirigeants de l'ISO, tels que Todd Chretien et Keeanga-Yamahtta Taylor, ont apporté leur soutien à Sanders et à d'autres démocrates, renonçant effectivement au principe de l'indépendance politique de la classe ouvrière. Un tel soutien est incompatible avec le projet de construction d'une organisation ancrée dans la classe ouvrière (et pas seulement dans les bureaucraties) ». 

### Publications en français
- Keeanga-Yamahtta TAYLOR, Black Lives Matter, le renouveau de la révolte noire américaine, trad. Celia Izoard, Marseille, Agone, coll. « Contre-feux », 2017[26].

### Publications en anglais
- Keeanga-Yamahtta TAYLOR, Race for Profit: How Banks and the Real Estate Industry Undermined Black Home Ownership, Chapel Hill, University of North Carolina Press, 2019.
- Keeanga-Yamahtta TAYLOR, The Pivot to Class, in Brandon M. TERRY (éd.), Fifty Years Since MLK, Cambridge (MA), MIT Press, 2018.
- Keeanga-Yamahtta TAYLOR (éd.), How We Get Free: Black Feminism and the Combahee River Collective, Chicago, Haymarket Books, 2017.
- Anand GOPAL, Owen JONES, Naomi KLEIN, Jeremy SCAHILL et Keeanga-Yamahtta TAYLOR, The Anti-Inauguration: Building Resistance in The Trump era, Chicago, Haymarket Books, 2016.
- Keeanga-Yamahtta TAYLOR, From #BlackLivesMatter to Black Liberation, Chicago, Haymarket Books, 2016.